# Iluppūr
Iluppūr är en ort i Indien.   Den ligger i distriktet Pudukkottai och delstaten Tamil Nadu, i den södra delen av landet, 2 000 km söder om huvudstaden New Delhi. Iluppūr ligger 146 meter över havet och antalet invånare är 12 471.
Terrängen runt Iluppūr är platt. Runt Iluppūr är det tätbefolkat, med 286 invånare per kvadratkilometer. Iluppūr är det största samhället i trakten. Omgivningarna runt Iluppūr är en mosaik av jordbruksmark och naturlig växtlighet.